# John Preston
John Preston  (* 11. Dezember 1945 in Medfield, Massachusetts; †  28. April 1994 in Portland, Maine) war ein US-amerikanischer Autor, Journalist und Essayist.
Er ist nicht zu verwechseln mit dem gleichnamigen 1953 geborenen britischen Journalisten und Schriftsteller John Preston.

## Leben
Preston wuchs in Medfield, Massachusetts, auf und wohnte später in einer Reihe US-amerikanischer Großstädte, bevor er sich 1979 in Portland, Maine, niederließ. Als Autor von Belletristik und Sachbüchern, die sich hauptsächlich mit Fragen des schwulen Lebens befassten, war er ein Pionier der frühen Schwulenrechtsbewegung in Minneapolis. Er half bei der Gründung eines der frühesten schwulen Gemeindezentren in den Vereinigten Staaten, gab zwei Newsletter heraus, die sich mit sexueller Gesundheit befassten, und war 1975 Herausgeber der Zeitschrift The Advocate. Preston war Autor oder Herausgeber von fast fünfzig Büchern, darunter erotische Werke wie Mr. Benson und I Once Had a Master. Weitere Werke sind Franny, die Königin von Provincetown (zuerst ein Roman, dann für die Bühne adaptiert),The Big Gay Book: A Man’s Survival Guide for the Nineties, Personal Dispatches: Writers Confront AIDS und Hometowns: Gay Men Write About Where They Belong. Außerdem schrieb Preston als Lokaljournalist Artikel für die Tageszeitung The Portland Chronicle. 
Preston war einer der ersten Autoren, der das Genre der Safer-Sex-Geschichten bekannt machte und 1985 eine Safe-Sex-Anthologie mit dem Titel Hot Living herausgab. Er half bei der Gründung des AIDS-Projekts von Southern Maine. Preston starb am 28. April 1994 an den Folgen von AIDS in Portland.
Sein schriftstellerischer Nachlass wird im Preston Archive an der Brown University aufbewahrt. Seit 2007 vergibt die National Leather Association International in der Kategorie „Kurzgeschichten“ den John Preston Award.

## Werke (Auswahl)
- 1980: Mr. Benson
- 1983: Franny, die Königin von Provincetown
- 1984: I Once Had a Master
- 1984: Die Liebe eines Meisters, ISBN 9783867876834.
- Hometowns: Gay Men Write About Where They Belong
- A Member of the Family: Gay Men write about their Families, (E.P. Dutton)
- Personal Dispatches: Writers Confront AIDS
- Grenfell Tower: Preparedness, Race and Disaster Capitalism, ISBN 9783030072636.
- The Big Gay Book: A Man’s Survival Guide for the Nineties
- My Life as a Pornographer, Sammlung
- 1993: Die Arena
- 1994: Hustling: A Gentleman’s Guide to the Fine Art of Homosexual Prostitution.
- Winter’s Light, Sammlung (posthum)

## Auszeichnungen und Preise (Auswahl)
- 1993: Lambda Literary Award für A Member of the Family: Gay Men write about their Families (E.P. Dutton)[4]
- 1993: Nominierung für den Stonewall Book Award mit A Member of the Family: Gay Men write about their Families[5]
- 1994: Steve Maidhof Award für National or International Work der National Leather Association International